# Ursula Münzner-Linder
Ursula Münzner-Linder (* 25. Juli 1922 in Bremerhaven; † 26. April 2011) war eine deutsche Violinistin.

## Biografie
Münzner-Linder besuchte die höhere Schule ihrer Heimatstadt. Sie erhielt bis 1939 Violinunterricht bei Carl Berla in Bremen. Danach absolvierte sie ein Violinstudium bei Gustav Havemann, Max Strub und Jost Raba an der Musikhochschule Berlin.
Von 1941 bis 1945 war sie als Violinistin im Kammerorchester von Fritz Stein tätig. Nach dem Zweiten Weltkrieg gab sie Kammerkonzerte in Bremerhaven und tätigte Aufnahmen für Radio Bremen. 1952 wurde sie 1. Violine bei der Musikgesellschaft Bremerhaven.
Am 1946 heiratete sie den Kapellmeister Hans Linder (1917–1999).